# Paul Amereller
Paul Amereller (* 1991) ist ein schweizerisch-französischer Jazz- und Fusionmusiker (Schlagzeug).

## Leben und Wirken
Amereller erhielt bereits im Alter von vier Jahren ersten Schlagzeug-Unterricht. Er wurde von Mentoren wie Peter Frei, K. T. Geier, Ziv Ravitz oder Christian Lillinger unterrichtet. 2017 beendete er sein Instrumentalstudium an der Zürcher Hochschule der Künste mit dem Master. Er lebt in Zürich. 
Amereller leitet gemeinsam mit Tapiwa Svosve, Vojko Huter und Xaver Rüegg das Fusion-Quartett District Five, mit dem er 2018 bei Intakt Records das Album Decoy veröffentlichte. Zudem ist er Gründungsmitglied des Gamut Kollektivs, das seit 2016 in Zürich Konzerte und Festivals improvisierter Musik konzipiert und durchführt. Er spielte auch bei Kush K (Lotophagi), Phase 4, Roberto Pianca Sub Rosa, Vojko Huter Hexagon, Moire, Smokehead, im Philipp Hillebrand Quartet und im Peter Frei Trio. Weiterhin trat er gemeinsam mit Colin Vallon, Ganesh Geymeier, Patrice Moret, Flo Götte, Evelinn Trouble, Marie Krüttli, Marc Méan, Catia Lanfranchi und Max Frankl auf. Er spielte Konzerte in der Schweiz, Europa und Tadschikistan und ist auch auf Alben mit Blauson, dem Joscha Schraff Quartet sowie Nütkraft zu hören. 2017 erhielt er mit District Five den ZKB Jazzpreis.  Zu hören ist er auch auf  Alex Hendriksens Album Lotus Blossom (2024).